# 완주와일드푸드축제
완주와일드푸드축제는 전북특별자치도 완주군에서 개최하는 축전이다. 2011년에 첫 축전을 열어서 옛 추억이 있는 음식을 여는 축전으로 개최하고 있다.

## 연혁

### 2011년
2011 완주와일드푸드축제
- 주제: 완주로 떠나는 별미여행 맛체험
- 기간: 2011년 9월 23일 ~ 9월 25일
- 장소: 고산자연휴양림 일원
- 주최: 완주군
- 주관: 와일드푸드축제 추진위원회
- 후원: 전라북도, 완주군

### 2012년
2012 완주와일드푸드축제
- 주제: 완주로 떠나는 별미여행 맛체험
- 기간: 2012년 10월 12일 ~ 10월 14일[1]
- 장소: 고산자연휴양림 일원
- 주최: 완주군
- 주관: 와일드푸드축제 추진위원회
- 후원: 전라북도

### 2013년
2013 완주와일드푸드축제
- 주제: 완주로 떠나는 별미여행 맛체험
- 기간: 2013년 9월 27일 ~ 9월 29일
- 장소: 고산자연휴양림 일원
- 주최: 완주군
- 주관: 와일드푸드축제 추진위원회
- 후원: 전라북도, 완주군

### 2014년
2014 완주와일드푸드축제
- 주제: 추억을 오물오물, 건강을 아삭아삭
- 기간: 2014년 9월 26일 ~ 9월 28일
- 장소: 고산자연휴양림 일원
- 주최: 완주군
- 주관: 와일드푸드축제 추진위원회
- 후원: 전라북도, 완주군